# Honnali
Honnali es una municipio situado en el distrito de Davanagere, en el estado de Karnataka, India. Según el censo de 2011, tiene una población de 17 928 habitantes.